# آلتامونت (تنسی)
آلتامونت(به انگلیسی: Altamont) شهری در ایالت تنسی کشور ایالات متحده آمریکا است که جمعیت آن در سرشماری سال ۲۰۱۰ میلادی، ۱٬۰۴۵ نفر بوده‌است.